# Рудник Айн-Керма
Рудник Айн-Керма (Ain Kerma) – колишнє гірничодобувне підприємство на півночі Алжиру, що діяло за два десятків кілометрів на північний захід від Константіни.
В 1913 році стибієвим родовищем в Айн-Керма зацікавилась французька Compagnie des mines de La Lucette, головне родовище якої в районі Майєнна швидко виснажувалось. Невдовзі почалась Перша світова війна, що створила особливий попит на стибій, який використовували для надання більшої твердості свинцевим шрапнельним кульках. Видобуток в Айн-Кермі почався у 1915-му та відбувався такими темпами, що вже до кінця війни родовище вважалось випрацьованим.
В першій половині 1920-х права на кілька ділянок, і серед них Айн-Керма, дістались дочірній структурі Compagnie des mines de La Lucette – компанії Société des Mines d'Aïn-Kerma. Остання протягом кількох років вела видобуток лише на родовищі Хаммам-Н'Бейл, проте після проведення додаткових розвідувальних робіт в 1930-х відновили видобуток і в Айн-Керма. Відомо, що в 1935-му в цьому районі видобули понад 2 тисячі тон мінералу стибію (з них 1990 тон на шахті в Айн-Керма та 252 тони на шахті Хенег). В 1936-му отримали лише 460 тон мінералу стибію (що містив 121 тону самого металу). Втім, відкриття в тому ж 1936-му багатого покладу призвело до значного нарощування видобутку – відомо, що з 1915 по 1945 роки з Айн-Керма вилучили 44 тисячі тон (в перерахунку на мінерал стибію із вмістом цього металу біля 40%), при цьому більшість зазначеного обсягу припала саме на період з 1936 по 1945.
Рудник Айн-Керма припинив роботу в 1951-му, а накопичений видобуток досягнув 50 тисяч тон сервантиту.